# 基带

基带信号的频谱，单位频率的能量 E 作为频率 f 的函数。总能量是线下的面积。

基带（英語：baseband）是指未调制的低频信号所在的频段，也就是说幅度谱仅在原点（低频）附近才是非零的，而高频范围几乎可以忽略。在电信与信号处理中，基带信号是未经载波调制的信号，即该信号的频率范围没有任何移位，而且频率很低 - 包含频带从接近 0 Hz到更高截止頻率或最大带宽。
由于基带信号是未经载波调制的信号，在GPS接收机和移动电话等无线数字通讯领域，基带信号有时也泛指已经过射频前端处理后的信号。在无线通讯设备中，来自天线的信号先经射频前端的模拟电路接收，然后再转交给后续的数字电路进一步处理，而后者就是基带处理器。在当前中文语境中，手机基带处理器所带的固件也简称“基带”。